# Loi relative au secteur de l'énergie
Lire en ligne

Lire sur Légifrance

La loi relative au secteur de l'énergie est une loi française votée et promulguée en 2006. 

## Objet
La loi du 9 août 2004 relative au service public de l'électricité et du gaz et aux entreprises électriques et gazières avait donné à Électricité de France (EDF) et à Gaz de France (GDF) le statut de sociétés anonymes dans lesquelles l'État devait détenir « plus de 70 % du capital ». Cette loi vise notamment à réduire la participation de l'État dans la société GDF pour  permettre sa fusion éventuelle avec la société Suez. 
L'article 39 de la loi relative au secteur de l'énergie réduit cette participation minimale, s'agissant de GDF, à un tiers. L'État conserverait toutefois une « golden share » lui permettant par exemple de s'opposer à toute décision qui lui semblerait non conforme à la sécurité des approvisionnements en gaz.
La loi a aussi pour objet de transposer des directives européennes visant à l'ouverture des marchés de l’énergie au 1er juillet 2007. Les particuliers pourront donc choisir leur fournisseur d'électricité ou de gaz, mais pourront s'ils le souhaitent continuer à relever des tarifs réglementés. Les personnes les plus démunies pourront bénéficier d'un tarif spécifique pour le gaz.
Enfin, l'Assemblée nationale a introduit des dispositions visant à modifier les compétences et la composition de la Commission de régulation de l'énergie. 
Cette loi fut l'objet lors de sa discussion parlementaire de 137 665 amendements déposés, un record inégalé dans la cinquième république. La quasi-totalité proviennent de l'opposition de gauche, soit le groupe socialiste et le groupe communiste, dans une stratégie d'obstruction, qui fut réduite après que le gouvernement menaça l'utilisation du 49.3. Une grande partie de ces amendements sont des doublons avec une rédaction commune, mais défendus par un député différent. Seuls 424 amendements furent adoptés.
Le Conseil constitutionnel a validé l'essentiel de la loi. Il a toutefois censuré quelques articles et émis des réserves. En particulier, il a demandé de reporter au 1er juillet 2007 la privatisation de Gaz de France, de manière à la faire coïncider avec la fin du monopole, prévu à la même date. Cette décision contribue à faire de la question de Gaz de France un enjeu des élections de 2007.